# Хімічно індукована динамічна електронна поляризація
Хімічно індукована динамічна електронна поляризація (англ. chemically induced dynamic electron polarization (CIDEP), рос. химически индуцированная динамическая электронная поляризация) — небольцманівський розподіл спінових станів електронів, що є наслідком термічної чи фотохімічної реакції. Позначається ХІДЕП. Виникає при комбінації радикальних пар (називається радикально-парний механізм) чи прямо з триплетного стану (триплетний механізм). Реєструється методом ЕПР. 